# Brzozowy Kąt (Mazovie)
Pour les articles homonymes, voir Brzozowy Kąt.
Brzozowy Kąt (prononciation : [bʐɔˈzɔvɨ ˈkɔnt]) est un village polonais de la gmina de Czarnia dans le powiat d'Ostrołęka de la voïvodie de Mazovie dans le centre-est de la Pologne.
Il se situe à environ 3 kilomètres au nord-est de Czarnia (siège de la gmina), 45 kilomètres au nord-ouest d'Ostrołęka (siège du powiat) et à 129 kilomètres au nord de Varsovie (capitale de la Pologne).

## Histoire
De 1975 à 1998, le village appartenait administrativement à la voïvodie d'Ostrołęka.